# Orobanche minor
Orobanche minor (jopo, matalegumbre, espárrago de lobo, hierba tora u orobanca), es una angiosperma holoparasitaria que pertenece al género Orobanche; un género de aproximadamente 150 plantas no fotosintéticas que parasitan otras plantas autótrofas.

## Características y requisitos de crecimiento
O. minor crece a 0.5 m (1 pie 8 pulgadas) y es una planta perenne. Las flores son hermafroditas.
El jopo crece en una amplia variedad de suelos: húmedos, ligeros (arenosos), medios (francos) y pesados (arcillosos), tanto de pH ácido, neutro, como básico. Puede crecer en semisombra o en pleno sol.
La especie aparece en una amplia gama de colores, desde marrón rojizo, marrón amarillento, púrpura, e incluso amarillo. La variabilidad extrema que exhibe la especie dificulta su identificación en función del tamaño o del color.
Es parásito en varios miembros de las familias de guisantes (Fabaceae) y margaritas (Asteraceae). Aunque de amplia difusión, su presencia es esporádica, si bien en ocasiones forma vastas colonias. La principal estación de floración en el hemisferio norte es de mayo hasta finales de agosto y de agosto a enero en el hemisferio sur. La especie tiene una dispersión eficiente de semillas y es en gran parte endógama, por lo que poblaciones que parasitan preferentemente una especie en particular, con unas preferencias ecológicas determinadas, pueden terminar produciendo nuevos taxones en virtud del aislamiento geográfico.
Las plantas se unen a su huésped mediante haustorios, que transfieren nutrientes del huésped al parásito. Solo las especies hemiparasitarias poseen un extenso sistema de raíces adicional. El sistema radicular se reduce ya que su función es principalmente el anclaje de la planta.

## Distribución
El jopo es una de las especies más extendidas y es nativa del sur de Europa, pero se ha introducido ampliamente en otros lugares, por ejemplo, en los Estados Unidos. En Nueva Zelanda, es la única especie del género presente donde se la considera una plaga agrícola. En el Reino Unido se registra ampliamente en el sur de Inglaterra, menos común en Gales, rara vez se registra en las tierras bajas de Escocia y está ausente de las Tierras Altas y las islas exteriores.

## Taxonomía
Los análisis filogenéticos han colocado a esta especie en el complejo taxónicamente difícil de las especies de O. minor. Actualmente, en el Reino Unido se reconocen cuatro taxones infraespecíficos de jopo: O. minor var. minor, O. minor var. flava, O. minor var. compositarum y O. minor subsp. maritima. Número de cromosomas: 2n = 38. La estructura genética de las poblaciones de O. minor está bajo investigación utilizando marcadores moleculares y secuenciación de ADN para ayudar a resolver los problemas taxonómicos y de nomenclatura que históricamente se han relacionado con esta especie.

## Huéspedes y especiación

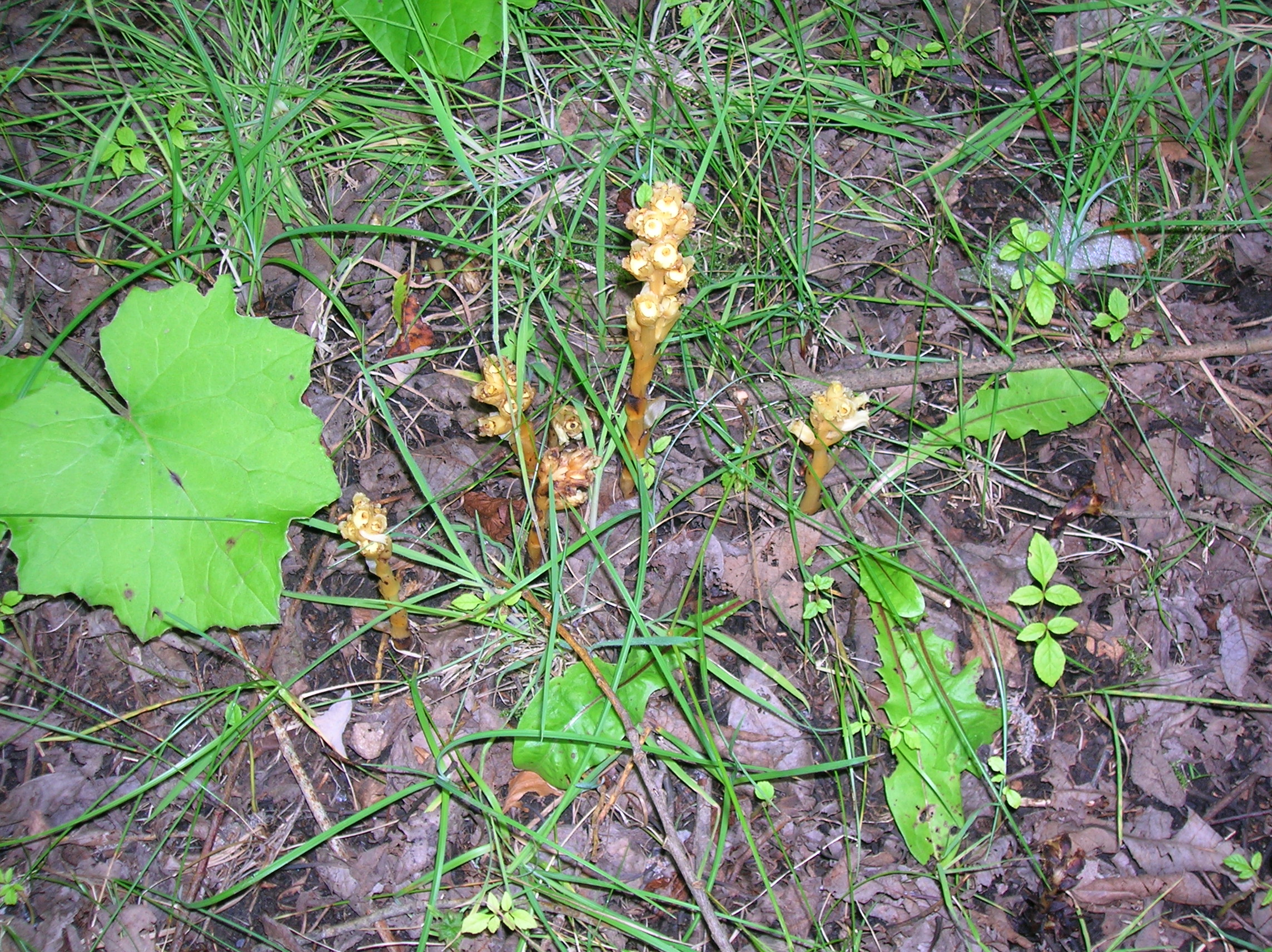
Colonia totalmente amarilla.

El jopo es muy generalista en su rango de hospedadores y puede infectar a cientos de especies de distintas familias, desde las Ranunculaceae a las Poaceae (= Gramineae), aunque muestran una clara preferencia por las Fabaceae (= Leguminosae) y Asteraceae (= Compositae). Sin embargo, las razas que se producen en diferentes especies de hospedadores son genéticamente divergentes y están adaptadas fisiológicamente a sus hospedadores locales, por lo que pueden encontrarse en un estado de especiación incipiente . Se requieren esfuerzos de conservación urgentes ya que la supervivencia de algunos taxones intraespecíficos es muy incierta.

## Otras lecturas
- Cimino, Alessio; Basso, Sara; Andolfi, Anna (1 de octubre de 2014). «Effect of Fungal and Plant Metabolites on Broomrapes (Orobanche and Phelipanche spp.) Seed Germination and Radicle Growth». Journal of Agricultural and Food Chemistry 62 (43): 10485-10492. PMID 25272312. doi:10.1021/jf504609w.
- Mallory-Smith, Carol; Colquhoun, Jed (7 de octubre de 2011). «Small Broomrape (Orobanche minor) in Oregon and the 3 Rs: Regulation, Research, and Reality». Weed Science 63 (1): 277-282. doi:10.1614/WS-D-11-00078.1.